# Elisabetta Sibilla di Sassonia-Weimar-Eisenach
Elisabetta Sibilla di Sassonia-Weimar-Eisenach (nome completo in tedesco Elisabeth Sybille Marie Dorothea Luise Anne Amalie, detta Elsi; Weimar, 28 febbraio 1854 – Lübstorf, 10 luglio 1908) è stata una principessa tedesca.

## Biografia

### Giovinezza
Elsi era la figlia ultimogenita del granduca Carlo Alessandro e della principessa Sofia d'Orange-Nassau.

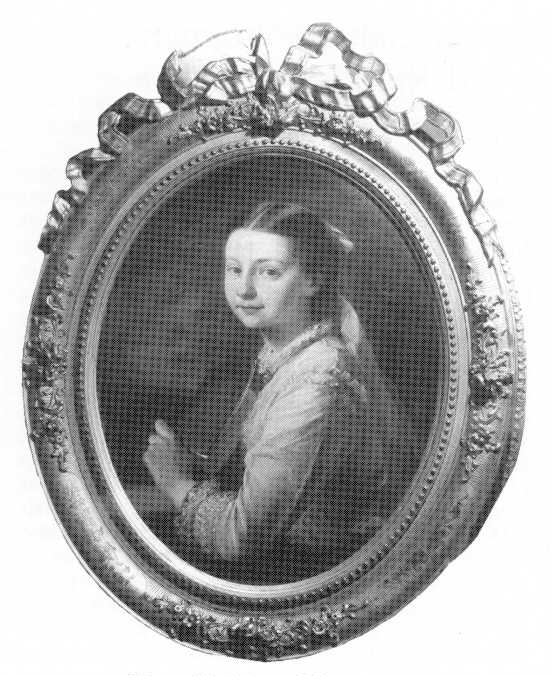
Ritratto pittorico di Elisabetta Sibilla

Amante della musica, sin da giovane ebbe modo di esibire i suoi talenti nel canto e nel pianoforte, duettando talvolta con Franz Liszt, quando questi si recava al castello di Belvedere a Weimar.

### Matrimonio

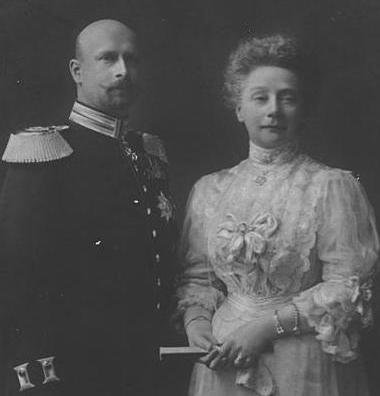
Elisabetta Sibilla e il marito, Giovanni Alberto di Meclemburgo-Schwerin

Rifiutata la proposta di matrimonio dello zio materno, Guglielmo III dei Paesi Bassi, si sposò il 6 novembre 1886, a Weimar, con il duca Giovanni Alberto di Meclemburgo-Schwerin, figlio di Federico Francesco II e cognato di Guglielmina dei Paesi Bassi, cugina di Elisabetta Sibilla. La coppia non ebbe figli.

### Attività
In età adulta era solita ospitare musicisti al castello di Wiligrad come Ernest Schelling, che compose per lei Au Château de Wiligrad. Prendeva anche parte a serate dedicate alla musica presso la corte imperiale, dove aveva modo di conversare con personalità quali Philipp zu Eulenburg.

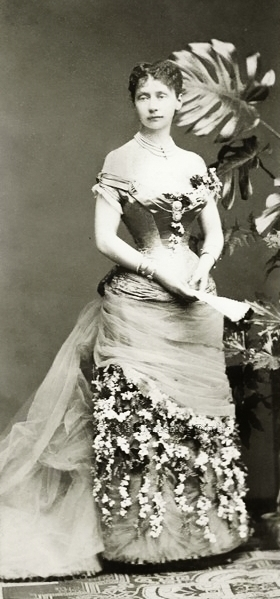
Una giovane Elisabetta Sibilla fotografata da Heinrich Tonn

Nella primavera del 1899 propose la fondazione di un istituto educativo che potesse ospitare bambini fisicamente malformati o poveri. L'idea si concretizzò l'8 luglio dello stesso anno con la nascita della Fondazione Elisabethheim a Rostock, mentre il 1⁰ maggio 1900, attraverso una donazione di 17.000 talleri, fu aperto un edificio con la medesima funzione nella Friedrichstraße 33.

### Morte

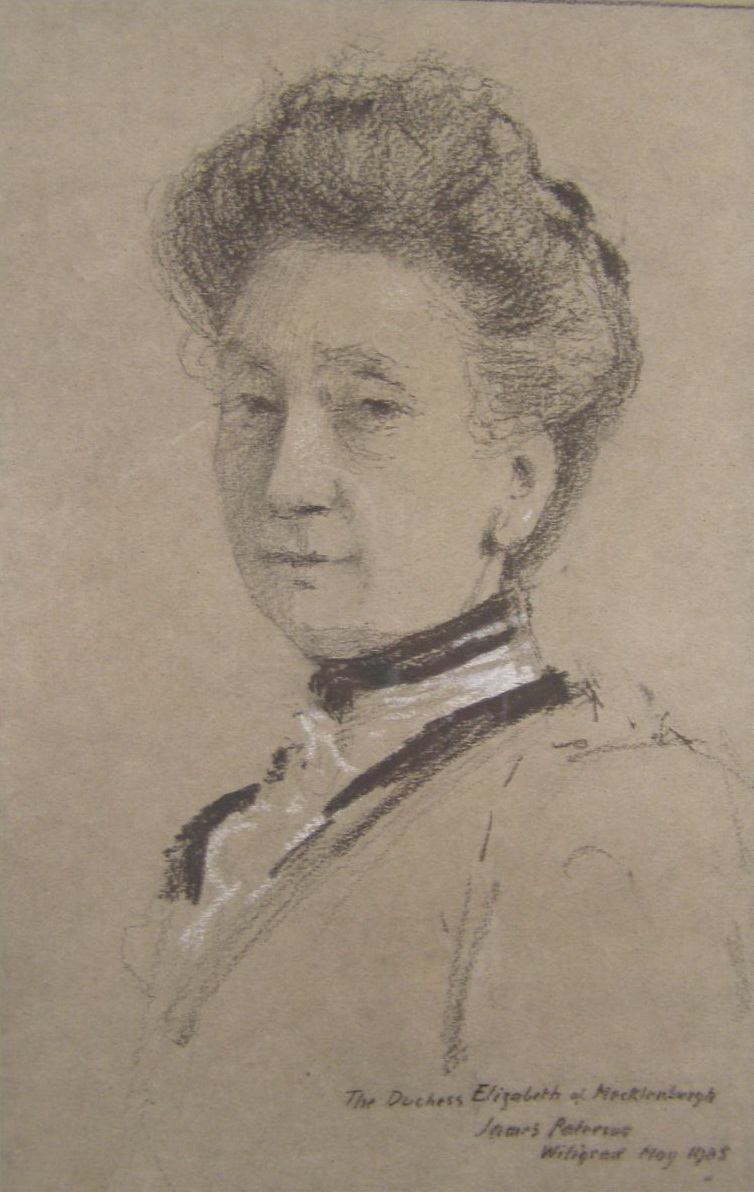
La duchessa Elisabetta Sibilla ritratta nel 1905 da James Paterson

Malata ormai da tempo, morì sul far del mattino il 10 luglio 1908 al castello di Wiligrad, all'età di 54 anni, per poi venir sepolta il 15 luglio nel duomo di Bad Doberan.

## Titoli e trattamento

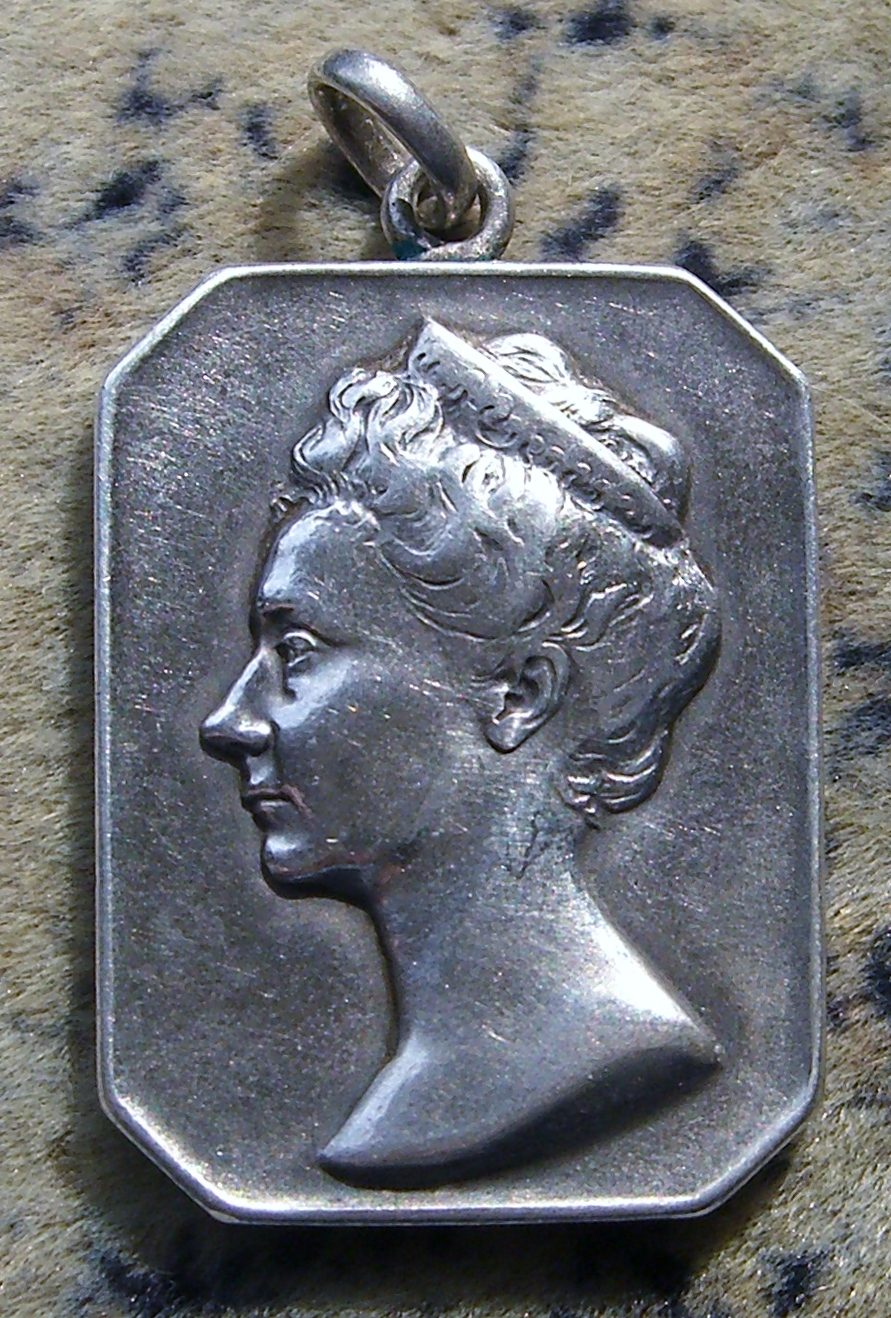
Placchetta con ritratto della duchessa di Wilhelm Wandschneider, 1908

- 28 febbraio 1854 - 6 novembre 1886: Sua Altezza, la principessa Elisabetta Sibilla di Sassonia-Weimar-Eisenach, duchessa di Sassonia
- 6 novembre 1886 - 10 luglio 1908: Sua Altezza, la duchessa Elisabetta Sibilla di Meclemburgo-Schwerin

## Ascendenza
|                                                |                             |                                       | Genitori                                       |  |  | Nonni |  |  | Bisnonni                                  |  |  | Trisnonni                                      |  |
|                                                |                             |                                       |                                                |  |  |       |  |  | Carlo Augusto di Sassonia-Weimar-Eisenach |  |  | Ernesto Augusto II di Sassonia-Weimar-Eisenach |  |
|                                                |                             |                                       |                                                |  |  |       |  |  | Carlo Augusto di Sassonia-Weimar-Eisenach |  |  | Ernesto Augusto II di Sassonia-Weimar-Eisenach |  |
|                                                |                             | Anna Amalia di Brunswick-Wolfenbüttel |                                                |  |  |       |  |  | Carlo Augusto di Sassonia-Weimar-Eisenach |  |  |                                                |  |
| Carlo Federico di Sassonia-Weimar-Eisenach     |                             |                                       |                                                |  |  |       |  |  | Carlo Augusto di Sassonia-Weimar-Eisenach |  |  |                                                |  |
|                                                |                             | Luisa Augusta d'Assia-Darmstadt       | Luigi IX d'Assia-Darmstadt                     |  |  |       |  |  |                                           |  |  |                                                |  |
|                                                |                             | Luisa Augusta d'Assia-Darmstadt       | Luigi IX d'Assia-Darmstadt                     |  |  |       |  |  |                                           |  |  |                                                |  |
|                                                |                             | Luisa Augusta d'Assia-Darmstadt       | Carolina del Palatinato-Zweibrücken-Birkenfeld |  |  |       |  |  |                                           |  |  |                                                |  |
| Carlo Alessandro di Sassonia-Weimar-Eisenach   |                             | Luisa Augusta d'Assia-Darmstadt       |                                                |  |  |       |  |  |                                           |  |  |                                                |  |
|                                                |                             | Paolo I di Russia                     | Pietro III di Russia                           |  |  |       |  |  |                                           |  |  |                                                |  |
|                                                |                             | Paolo I di Russia                     | Pietro III di Russia                           |  |  |       |  |  |                                           |  |  |                                                |  |
|                                                |                             | Paolo I di Russia                     | Caterina II di Russia                          |  |  |       |  |  |                                           |  |  |                                                |  |
| Maria Pavlovna di Russia                       |                             | Paolo I di Russia                     |                                                |  |  |       |  |  |                                           |  |  |                                                |  |
|                                                |                             | Sofia Dorotea di Württemberg          | Federico II Eugenio di Württemberg             |  |  |       |  |  |                                           |  |  |                                                |  |
|                                                |                             | Sofia Dorotea di Württemberg          | Federico II Eugenio di Württemberg             |  |  |       |  |  |                                           |  |  |                                                |  |
|                                                |                             | Sofia Dorotea di Württemberg          | Federica Dorotea di Brandeburgo-Schwedt        |  |  |       |  |  |                                           |  |  |                                                |  |
| Elisabetta Sibilla di Sassonia-Weimar-Eisenach |                             | Sofia Dorotea di Württemberg          |                                                |  |  |       |  |  |                                           |  |  |                                                |  |
|                                                | Guglielmo I dei Paesi Bassi | Guglielmo V di Orange-Nassau          |                                                |  |  |       |  |  |                                           |  |  |                                                |  |
|                                                | Guglielmo I dei Paesi Bassi | Guglielmo V di Orange-Nassau          |                                                |  |  |       |  |  |                                           |  |  |                                                |  |
|                                                | Guglielmo I dei Paesi Bassi | Guglielmina di Prussia                |                                                |  |  |       |  |  |                                           |  |  |                                                |  |
| Guglielmo II dei Paesi Bassi                   | Guglielmo I dei Paesi Bassi |                                       |                                                |  |  |       |  |  |                                           |  |  |                                                |  |
|                                                |                             | Guglielmina di Prussia                | Federico Guglielmo II di Prussia               |  |  |       |  |  |                                           |  |  |                                                |  |
|                                                |                             | Guglielmina di Prussia                | Federico Guglielmo II di Prussia               |  |  |       |  |  |                                           |  |  |                                                |  |
|                                                |                             | Guglielmina di Prussia                | Federica Luisa d'Assia-Darmstadt               |  |  |       |  |  |                                           |  |  |                                                |  |
| Sofia dei Paesi Bassi                          |                             | Guglielmina di Prussia                |                                                |  |  |       |  |  |                                           |  |  |                                                |  |
|                                                |                             | Paolo I di Russia                     | Pietro III di Russia                           |  |  |       |  |  |                                           |  |  |                                                |  |
|                                                |                             | Paolo I di Russia                     | Pietro III di Russia                           |  |  |       |  |  |                                           |  |  |                                                |  |
|                                                |                             | Paolo I di Russia                     | Caterina II di Russia                          |  |  |       |  |  |                                           |  |  |                                                |  |
| Anna Pavlovna di Russia                        |                             | Paolo I di Russia                     |                                                |  |  |       |  |  |                                           |  |  |                                                |  |
|                                                |                             | Sofia Dorotea di Württemberg          | Federico II Eugenio di Württemberg             |  |  |       |  |  |                                           |  |  |                                                |  |
|                                                |                             | Sofia Dorotea di Württemberg          | Federico II Eugenio di Württemberg             |  |  |       |  |  |                                           |  |  |                                                |  |
|                                                |                             | Sofia Dorotea di Württemberg          | Federica Dorotea di Brandeburgo-Schwedt        |  |  |       |  |  |                                           |  |  |                                                |  |
|                                                |                             | Sofia Dorotea di Württemberg          |                                                |  |  |       |  |  |                                           |  |  |                                                |  |